# Петар Кнежевић Пимен
Петар Кнежевић Пимен (Тишковац, 1871 — Велуће, 1948) био је српски монах, сликар и иконописац. 

## Биографија
Петар Кнежевић Пимен је своје школовање започео у манастиру Крка. Уз подршку Митрополита Михаила одлази у Русију да учи сликарство у Кијевско-печерској лаври. Те 1891. на школовање у иконописну школу Кијевско-печерске лавре су послата два питомца. Митрополит се постарао да Кнежевићу 1891. године поред материјалне помоћи коју је добијао из фонда јеромонаха Мартирија буде додељена и помоћ из црквеног фонда.
Кнежевић се у родни крај се вратио око 1896. Боравио је у манастирима Студеница, Клисура, Свети Араханђел Михаило код Прилепа и Велућа. Кнежевићево сликарство у Краљевини Србији није истражено, већ је познато само неколико његових радова. Осликао је царске двери иконостаса манастира Клисура, као и неколико икона у манастиру Светог арханђела Михаила у Прилепу и Студеници.